# Juan Manuel Echavarría
Juan Manuel Echavarría Olano (* 1947, Medellín, Kolumbie) je latinskoamerický fotograf a umělec z Kolumbie. Působí v Bogotě a New Yorku.

## Studium
Studoval na univerzitě ve Spojených státech, čas pobýval i v Evropě, konkrétně v Řecku, kde začal studovat mytologii a poezii a podle svých slov „se stal velmi zasněným“. To se ukázalo v jeho první knize, když začal svou kariéru jako spisovatel a vydal dva romány, La Gran Catarata (1981) a Moros en la Costa (1991). Zaujal ho pohled na historii z různých úhlů pohledu, konkrétně pohled na dobyvatele konfrontované s kulturami, které byly cizí. Brzy však začal být frustrován psaním jako tvůrčím odbytištěm, protože jeho počáteční zájem o literaturu pramenil z jeho lásky k bohatým obrazům, které tvořil. Žil a psal v New Yorku a svým přátelům umělcům řekl, že se „topí ve světě psaní“. Poté, co si uvědomil, že ho více zajímá obraz než psaní, obrátil se k fotografii jako způsobu, jak vyjádřit obrazy a metafory, které chtěl zobrazit. 

## Fotografie
Echavarría začal tvořit fotografie a videa v roce 1995, které se zabývají násilím a občanskými konflikty, které sužovaly Kolumbii ve 20. století a trvají dodnes. Jeho snímky a dokumentace zachycují národ, který si zvykl na brutalitu spojenou s konflikty mezi národní armádou, partyzánskými skupinami a polovojenskými jednotkami, které začaly v 50. letech a pokračovaly přes drogové kartely 80. let až do dnešní agrese. Tato zdánlivě nekonečná a zapomenutá válka se pro diváka, který čelí fotografiím a videím zobrazujícím smrt a zkázu, stává realitou.

## Kolumbie: Historie násilí
Abychom porozuměli souvislostem uměleckého díla Juana Manuela Echavarrii, je důležité znát koncept dlouhé historie kolumbijského násilí, který sahá až do současnosti. Od narození Echavarrii v roce 1947 nezažila Kolumbie rok míru. Během posledního půlstoletí zůstalo kolumbijské násilí největším konfliktem na západní polokouli, zabilo stovky tisíc civilistů a vyhnalo z domovů miliony lidí. Oběťmi pokračujícího násilí jsou většinou chudí a zranitelní občané. Echavarría ve svých uměleckých dílech zachycuje násilí, které prostupovalo jeho venkov po většinu 20. století. Stručná historie různých hnutí a skupin od narození Echavarrii je uvedena jako pozadí pro pochopení perspektivy umělce, který poskytuje divákům tak znepokojivé obrazy.

### La Violencia (1946–1957)
„La Violencia“ je název období devastace v Kolumbii, která vznikla kvůli krizi kávové republiky, slabosti vlády a sporu o majetek. Atentát na populárního radikálního politika Gaitana odstartoval velké městské nepokoje zvané Bogotázo. Bogotázové zaútočili na prezidentský palác a vzbouřili se proti hladu a zahraničním podnikům. Brzy se pronásledovaní chudí civilisté stali mocnou autoritou, když se proměnili v povstalecké revolucionáře podporované milicemi. Nedostatek vedení však poskytl konzervativcům, kteří se snažili zbavit národ těchto liberálů, příležitost nasadit eskadry smrti, aby rozdrtily jakýkoli náznak opozice. Represivní konzervativní režim by poslal na venkov ozbrojené milice, aby zabíjely členu odporu. Tyto milice často používaly určité druhy corte neboli škrtů, aby vyvolaly teror a posílaly zprávy.  Desetitisíce lidí byly upáleny, vykuchány a vhozeny do řek, které rudly krví.  Toto masové vraždění mělo za následek více než 300 000 zabitých lidí, z nichž mnozí byli rolníci.

### Obchod s drogami (1980–1995)
Slabost centrální vlády sužovala Kolumbii v celé její historii. Na počátku 80. let tomu nebylo jinak. Eskalace násilí a atmosféra nejistoty podpořily růst privatizovaných ozbrojených skupin, které vzaly věci do svých rukou kvůli nedostatku důvěry ve stát. Proti státu bojovaly dvě hlavní partyzánské skupiny (FARC a ELN), stejně jako polovojenské síly. Politická identita se smazala, takže nakonec nevznikli žádní „dobří chlapci“. Násilná zvěrstva v oblasti lidských práv pokračovala a byla financována nelegálním drogovým průmyslem. Kolumbie měla monopol na drogový průmysl, konkrétně na kokain a heroin, na západní polokouli, který poskytoval ekonomický příjem pro všechny různé politické a partyzánské strany. Obchodníci s drogami používali několik metod k vývozu těchto drog do Spojených států, což na počátku 90. let přimělo Spojené státy k zahájení války proti drogám.

### Vzestup polovojenských skupin (konec 90. let)
Peníze z obchodu s drogami umožnily polovojenským jednotkám rozvinout rozsáhlé vojenské schopnosti. Na konci 90. let se polovojenské jednotky sloučily do jediného koordinačního orgánu nazvaného Spojené síly sebeobrany Kolumbie, který měl národní mluvčí, kteří tvrdili, že sdílejí politické myšlenky. Polovojenské jednotky se staly platnou a uznávanou součástí vlády, která stála proti liberální ideologii. Brzy začaly polovojenské jednotky zvyšovat počet vojáků a prosazovat bojové čety, které často vyústily v masakry zaměřené na civilní obyvatelstvo. Toto násilí bylo opět terorem naplněný způsob kontroly zdrojů, jako je půda, výroba drog a obchodní cesty.

## Vybraná díla a výstavy

### Los Desaparecidos (Zmizelí)
V roce 2005 bylo v Muzeu umění v Severní Dakotě ukázáno dílo dvaceti sedmi umělců z Jižní Ameriky, které zachytilo význam slova „zmizet“ během vojenských diktatur v Latinské Americe ve 20. století. Během 70. let byli lidé, kteří byli považováni za hrozbu pro stát, často zabíjeni nebo „zmizeli“. Tento výraz zmizet se stal slovem popisujícím lidi, kteří byli beze stopy zabiti. Všichni umělci, kteří se zúčastnili této výstavy, byli nějakým způsobem ovlivněni tímto druhem násilí. Kurátorka Laurel Reuterová doufala, že se jí podaří vylíčit těžkou situaci umělců a jejich rodných zemí proti těmto zvěrstvům.
Echavarriovým přínosem byla jeho fotografická sbírka nazvaná „NN (no name)“, která obsahovala snímky vyřazených a rozbitých figurín opuštěných ve staré textilní továrně. Spojoval těla figurín s těly z mnoha masových hrobů a masakrů, kterých byl svědkem během vyrůstání v Kolumbii. Různé části těl figurín, které byly rozbity nebo pořezány, byly synonymem dlouhé historie kolumbijského násilí, ve kterém bylo mrzačení mrtvol běžné. Těla obětí byla a jsou často házena do řeky a zachráněné mrtvoly jsou pohřbívány pod anonymním křížem s písmeny NN, nebo beze jména.
Echavarría tyto figuríny bez identity, které byly opuštěny a zničeny, přímo srovnává s bezejmennými a nesmyslnými smrtmi tisíců svých krajanů. Vzhledem k tomu, že divák vidí figurínu jako anonymní postavu, Echavarría poukazuje na to, kolik Kolumbijců ročně zemře jako nesmyslné oběti násilí. Nebyli zabíjeni kvůli svému jménu nebo titulu, ale kvůli teroru nebo varování. Stejně jako figuríny nemají jména ani tváře, nemají je ani bezpočet těch, kteří každý rok zemřou.

### Bocas de Ceniza
V sérii videí Echavarría ukazuje tváře lidí, kteří jsou přímo zasaženi masakry polovojenských sil a partyzánskou válkou nebo kteří je přežili. Každý zazpívá píseň, kterou napsal, aby mu pomohla překonat bolest a zotavit se z násilí, které postihlo kolumbijský venkov. Někteří z jednotlivců ve videích jsou lidé, kteří byli vysídleni násilím a snaží se získat zpět svou identitu kolumbijských občanů.
Echavarría těmito videi divákovi připomíná, že konflikty v Kolumbii jsou stále aktuální. Když vidíme skutečné oběti násilí a slyšíme jejich příběhy o přežití, je šokující, jak se tyto masakry a vysídlování staly v Kolumbii běžným jevem. Název těchto videí, Bocas de Ceniza, je to, co dobyvatelé nazývali ústí řeky Magdaleny kvůli dni jejího objevení: Popeleční středa. Dnes jsou těla pravidelně nacházena plovoucí v této řece a dalších řekách. Pojmenováním této série videí řeky, ve které jsou nalézáni mrtví, umožňuje Echavarría divákovi vidět spojení mezi jednotlivci zobrazenými jako přeživší masakru a jejich nešťastnými příbuznými a přáteli, které oplakávají slovy písně.

### Corte de Florero
V této sérii fotografií Echavarría zdůrazňuje brutální tradiční praxi mrzačení, ke které docházelo v kolumbijské minulosti, kdy byly mrtvoly děsivě manipulovány nebo rozřezávány různými způsoby, aby vyslaly zprávu opozičním politickým skupinám. Echavarría na fotografiích aranžuje kosti do květinových vzorů, aby vytvořil metaforu, která je evokací řezů smrti. Ptá se: "Co nás nutí provádět takové rituály se smrtí? Je to tak, že když je kolem vás tolik smrti a vy mrzačíte svou oběť, cítíte se jako božská osobnost - loutkář?"
Tím, že Echavarría umožňuje divákovi vidět kosti upravené jako květiny, které napodobují stylizované zabíjení polovojenských jednotek, dává divákovi příležitost nahlédnout do nehorázného násilí v Kolumbii. Zobrazení kostí uspořádaných jako květiny napodobující vědeckou klasifikaci je dehumanizuje. Echavarría ukazuje, jak je pro spáchání tak hrozného činu nutné, aby člověk vyvedl svou mysl z vědomí, že zabíjí jinou lidskou bytost.

### Smrt a řeka
V roce 2006 Echavarría navštívil hřbitov poblíž řeky Magdalena v Kolumbii. Pestrobarevné mauzoleum se od ostatních odlišovalo nejen zářivými barvami, ale také tím, že hroby jsou označeny písmeny NN, neboli no name. Stejně jako jeho fotografie figurín, o kterých se píše v článku výše, hrobky představují těla, která byla vytažena z řeky, protože se staly obětí násilných masakrů, které pustoší obyvatele i krajinu. Lidé, kteří zachraňují těla, provádějí rituál, kdy souhlasí, že se postarají o hrobky NN a budou se modlit za jejich duše. Na oplátku dostanou laskavost od mrtvých.
Echevarriina dokumentace mauzolea NN ukazuje fotografie detailních záběrů hrobek NN. Tyto detailní záběry dávají divákovi možnost ztotožnit se s osobou, která leží uvnitř, tím, že pozná, že si někdo udělal čas na záchranu anonymního těla z řeky a poté na adoptování jeho duše a péči o ni. Jak uvádí Echavarría: "Jejich pakt s mrtvými odolává pachatelům násilí a rekonstruuje sociální strukturu." Když Echavarría ukazuje lidskost některých občanů Kolumbie, přímo kontrastuje s násilím a nelidskostí ostatních.

## Samostatné výstavy
- 2008 Death and the River, Josee Bienvenu Gallery, New York
- 2007 Bocas de Ceniza, Santa Fe Art Institute, Santa Fe, New Mexico
- 2006 The Witness, Josee Bienvenu Gallery, New York
  - Bocas de Ceniza, Americas Society, New York
  - Mouths of Ash, Weatherspoon Art Museum, Greensboro, North Carolina
  - Mouths of Ash, Fotofest, Houston, Texas
- 2005 Mouths of Ash, North Dakota Museum of Art, Grand Forks, North Dakota
- 2004 Guerra y Pa y Otras Series, Universidad Los Andes, Bogotá, Kolumbie
- 2003 Dos Hermanos y Guerra and Pa, Rainer Maria Remarque Center, European Media Art Festival, Ossanabruck, Německo
  - La Maria y Otras Series, La Tertulia Museum, Cali, Kolumbie
- 2001 Bocas de Ceniza, Ministerio de Educacion y Cultura, AECI, Montevideo, Uruguay
- 2000 Bandeja de Bolivar, Up & Co, New York
  - Bocas de Ceniza, Museum of Modern Art, Buenos Aires, Argentina
- 1999 Corte de Florero, Emison Art Center, DePauw University, Indiana
  - Escuela Nueva, Up & Co, New York
- 1998 Corte de Florero, B&B International Gallery, New York